# 山前村 (栃木県足利郡)
山前村（やままえむら）は、栃木県の南西部、足利郡に属していた村である。

## 地理
- 河川：渡良瀬川

## 歴史
- 1889年（明治22年）4月1日 町村制施行により周辺5村（山下村、大前村、五十部村（よべむら）、大岩村、今福村）が合併し足利郡坂西村が成立する。
- 1893年（明治26年）3月18日 坂西村が東西に分割、西部の山下、大前地区から一文字ずつ取り、山前村となる。（東部の五十部、大岩、今福地区は三重村となる）
- 1954年（昭和29年）8月1日 三重村とともに足利市へ編入され消滅。

## 行政
- 山前村長

| 代 | 氏名       | 就任                       | 退任                       | 備考 |
| -- | ---------- | -------------------------- | -------------------------- | ---- |
| 1  | 篠原音二郎 | 1893年（明治26年）4月      | 1894年（明治27年）12月20日 |      |
| 2  | 鶴見幸太郎 | 1895年（明治28年）2月5日   | 1900年（明治33年）4月28日  |      |
| 3  | 新田要     | 1900年（明治33年）5月29日  | 1901年（明治34年）7月28日  |      |
| 4  | 篠原千馬   | 1901年（明治34年）9月11日  | 1912年（明治45年）5月5日   |      |
| 5  | 大野藤三郎 | 1912年（大正元年）8月14日  | 1913年（大正2年）3月7日    |      |
| 6  | 根岸茂吉   | 1913年（大正2年）3月11日   | 1914年（大正3年）11月30日  |      |
| 7  | 土屋長蔵   | 1915年（大正4年）11月15日  | 1922年（大正12年）11月14日 |      |
| 8  | 増田仙蔵   | 1922年（大正12年）11月27日 | 1924年（大正14年）11月30日 |      |
| 9  | 寺内新一郎 | 1925年（大正15年）5月5日   | 1930年（昭和5年）4月2日    |      |
| 10 | 土屋長蔵   | 1930年（昭和5年）4月22日   | 1941年（昭和16年）9月1日   |      |
| 11 | 田野敬二郎 | 1941年（昭和16年）9月2日   | 1946年（昭和21年）12月16日 |      |
| 12 | 武藤滝象   | 1947年（昭和22年）4月5日   | 1954年（昭和29年）7月31日  |      |

出典:『栃木県町村合併誌 第二巻』, p. 288

## 交通

### 鉄道
- 日本国有鉄道（現：東日本旅客鉄道）
  - 両毛線：山前駅